# Руднянський район (Смоленська область)
Руднянський район (рос. Руднянский район) — адміністративна одиниця Смоленської області Російської Федерації.
Адміністративний центр — місто Рудня.

## Географія
Територіально район межує: на півночі з Велізьким районом, на сході з Демидівським і Смоленським районами, на півдні з Краснинським районом, на заході з Білоруссю (Вітебський, Ліозненський і Дубровенський райони). Площа району — 2111 км².

## Історія
Руднянський район утворено в 1929 році.

## Адміністративний поділ
До складу району входять 2 міських та 8 сільських поселень:
| Муніципальне утворення           | Чисельність населення, ос. | Площа, км² | Адміністративний центр |
| -------------------------------- | -------------------------- | ---------- | ---------------------- |
| Руднянське міське поселення      | 9,696 тис.                 | 14,79      | місто Рудня            |
| Голінковське міське поселення    | 3,95 тис.                  | 19         | смт Голінки            |
| Казимировське сільське поселення | 1,641 тис.                 | 164,75     | село Казимирово        |
| Кляриновське сільське поселення  | 0,885 тис.                 | 243        | село Кляриново         |
| Кругловське сільське поселення   | 1,187 тис.                 | 137        | село Кругловка         |
| Любавицьке сільське поселення    | 1,238 тис.                 | 265        | село Любавичи          |
| Переволоцьке сільське поселення  | 1,308 тис.                 |            | село Переволоччя       |
| Понизовське сільське поселення   | 2,446 тис.                 | 504,42     | село Понизов'я         |
| Смолиговське сільське поселення  | 2,449 тис.                 | 176,7      | село Смолиговка        |
| Чистиковське сільське поселення  | 1,909 тис.                 | 185        | село Чистик            |